# Literatura polska – średniowiecze

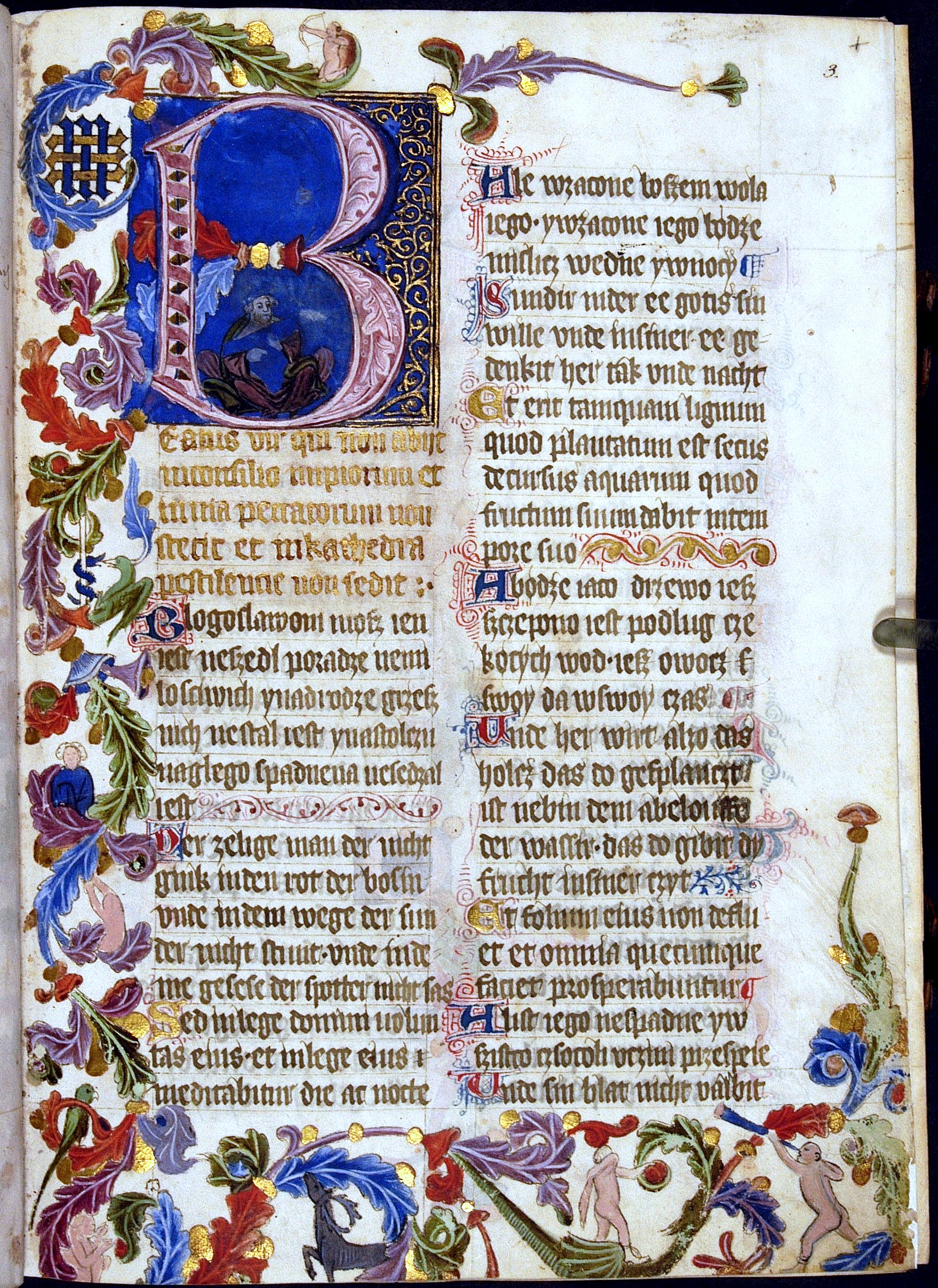
Karta z Psałterza floriańskiego

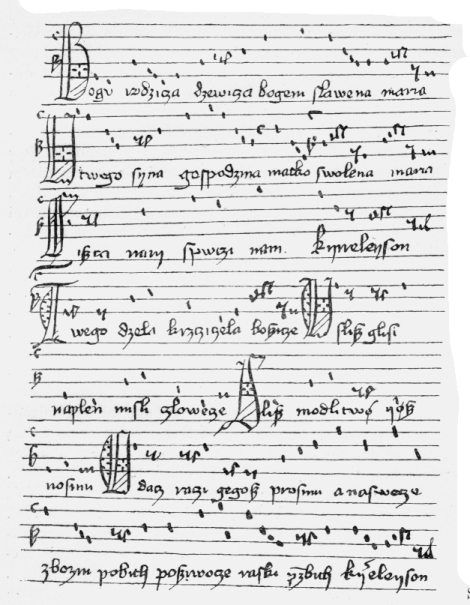
Bogurodzica, rękopis z roku 1407

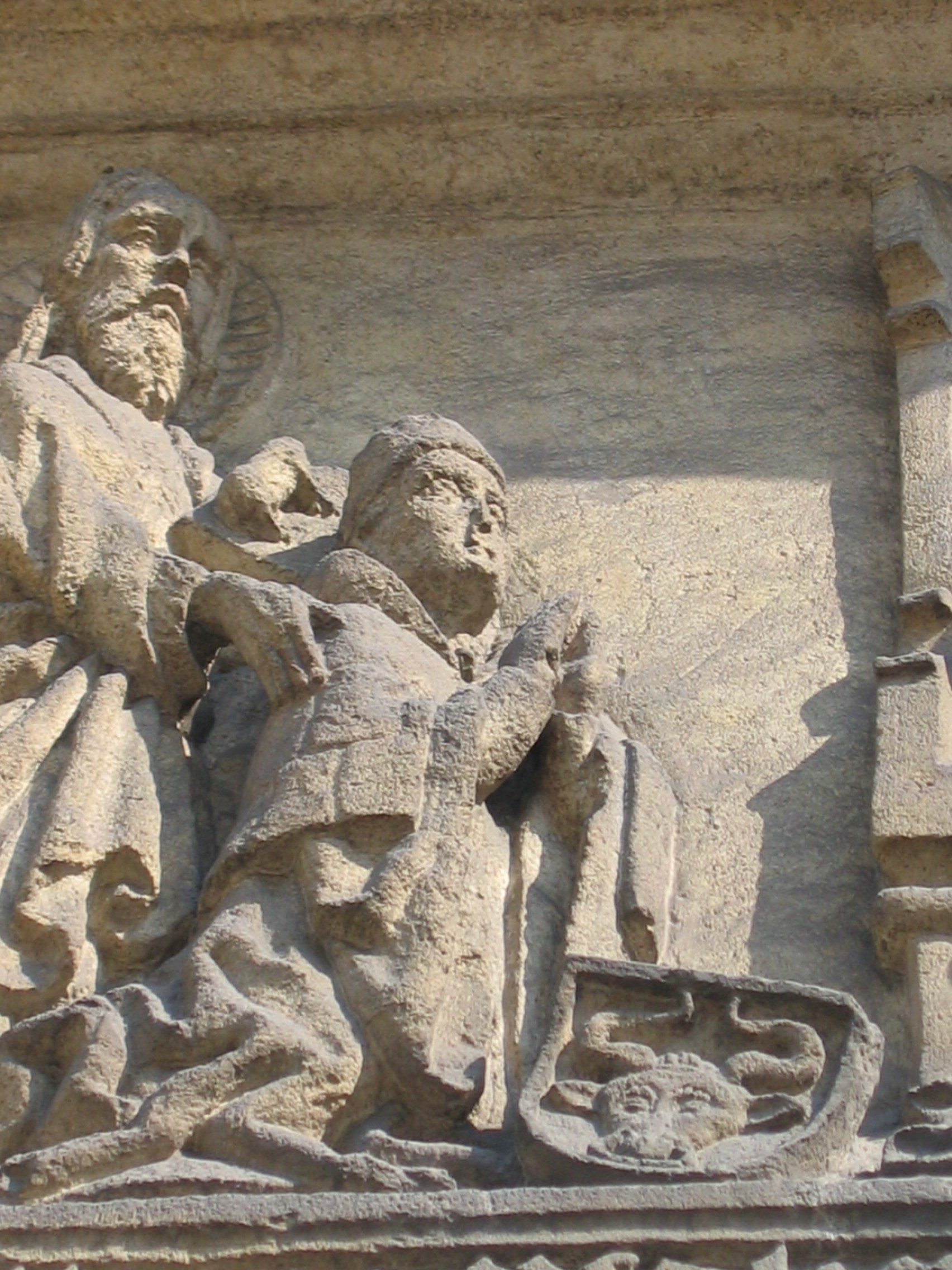
Jan Długosz na tablicy erekcyjnej w Krakowie

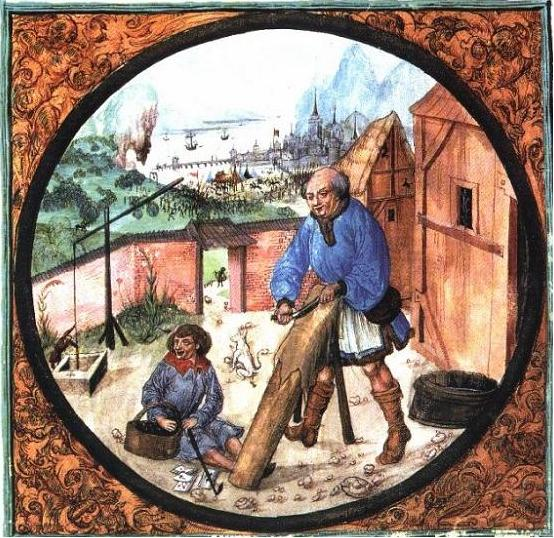
Garbarz – miniatura z Kodeksu Baltazara Behema

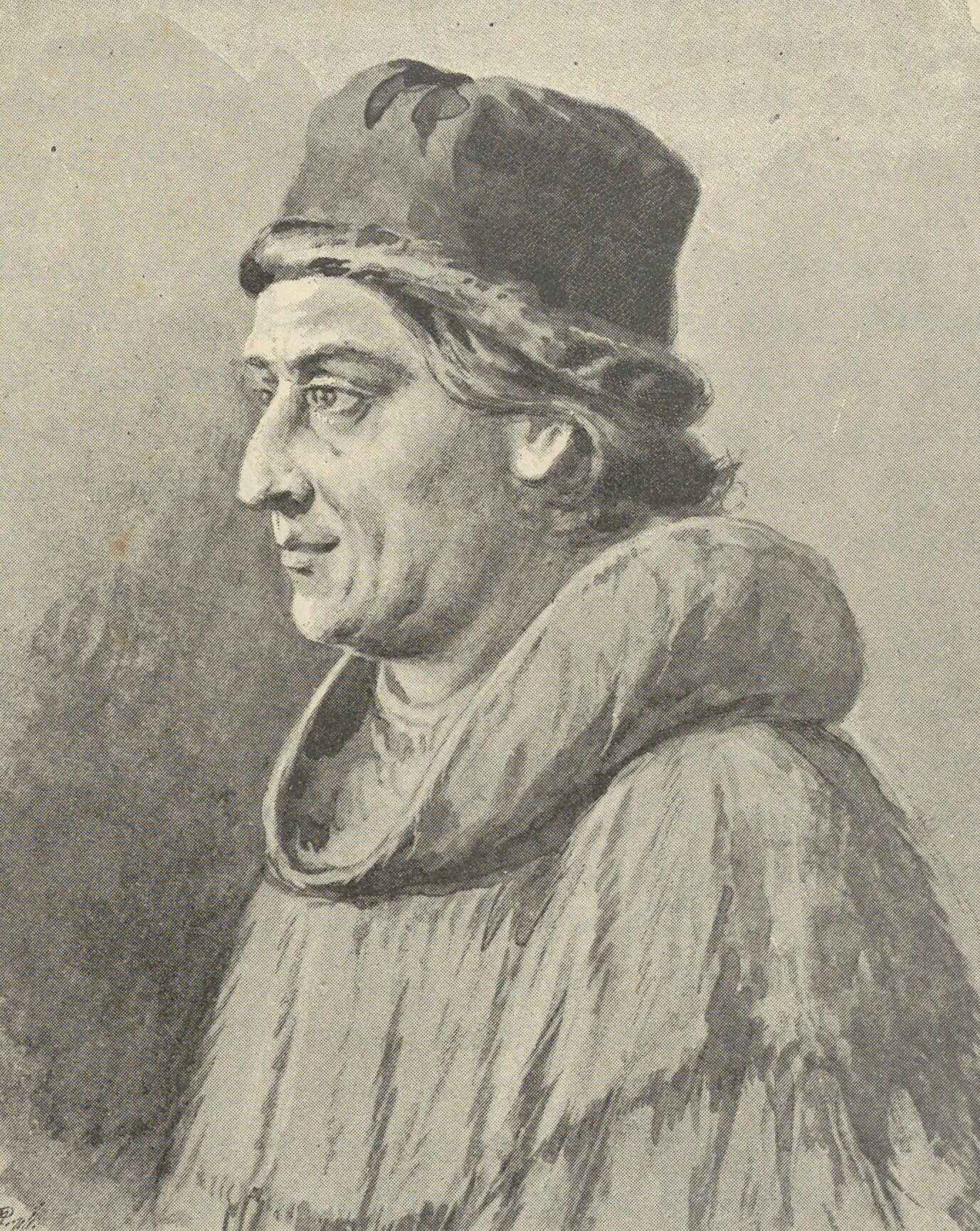
Jan Długosz

Literatura polska w okresie średniowiecza – epoka w historii literatury polskiej, obejmująca dorobek literacki powstały na ziemiach polskich w językach łacińskim i polskim między wiekiem X a XV.
Literatura polska epoki średniowiecza obejmuje okres pięciu wieków, a więc najdłuższy okres w dziejach polskiej literatury, a zarazem najbardziej ubogi pod względem liczby tekstów literackich. Duża część dzieł to twórczość anonimowa, większość tekstów nie jest datowana i określenie przybliżonego czasu ich powstania możliwe jest dzięki żmudnym badaniom. Wiele utworów nie zachowało się do dzisiejszych czasów.

## Twórczość ustna przed przyjęciem chrześcijaństwa
Nie zachowały się żadne zabytki pisemne wprost przekazujące twórczość przedchrześcijańską na ziemiach polskich. Jednak niewątpliwie taka, w formie oralnej, istniała. Opisy Słowian u historyków i geografów wczesnośredniowiecznych duży nacisk kładą na rolę, jaką wśród Słowian pełniła muzyka i śpiew. Również źródła kościelne z późniejszego okresu, potępiające zwyczaj śpiewania pieśni pogańskich w święta kościelne, a także pieśni ludowe odnotowywane w XIX wieku, zachowujące ślady dawnych wierzeń i guseł pogańskich, pozwalają zrekonstruować pogańską twórczość muzyczną na ziemiach polskich.
Wciąż dyskusyjna jest kwestia źródeł mitów etnogenetycznych zawartych w średniowiecznych kronikach polskich (podanie o Piaście i Popielu, historia Kraka i Wandy, opowieść o Lechu, Czechu i Rusie i in.). Niewykluczone, że przynajmniej w części noszą one znamię dawnych podań.

## Literatura w wiekach X/XI–XIII
Okres ten to epoka panowania sztuki romańskiej, która trwała na ziemiach polskich dłużej niż na Zachodzie. Jej początek wiąże się z przyjęciem przez Polskę chrześcijaństwa (rok 966) i otwarciem się na wpływy kultury zachodniej. Choć sztuka romańska była na grunt polski przeszczepiona z zewnątrz, to jednak wytworzyła pewne cechy charakterystyczne tylko dla Polski. W tym okresie przy nowo budowanych klasztorach i katedrach powstawać zaczęły dwustopniowe szkoły: trivium (nauka gramatyki, dialektyki, retoryki łacińskiej) i quadrivium (arytmetyka, geometria, astronomia i muzyka). Niektóre ze szkół dysponowały dość pokaźnymi bibliotekami, np. biblioteka w Krakowie, jak świadczy zachowany inwentarz z 1110 roku, posiadała w swoich zasobach m.in. dzieła pisarzy antycznych (Owidiusz, Stacjusz, Terencjusz, Persjusz, Salustiusz), kodeksy prawnicze, podręczniki i dzieła teologiczne. Wielu Polaków wyjeżdżało wtedy na studia za granice (m.in. do Bolonii i na Uniwersytet Paryski).
Piśmiennictwo w tym okresie było przeważnie łacińskie. Jego zawiązki pojawiać się zaczęły już w czasach Bolesława Chrobrego. Do najstarszych dzieł literackich związanych z Polską należą utwory Brunona z Kwerfurtu z początku XI w. (Żywot drugi św. Wojciecha, Żywot Pięciu Braci Męczenników, List Brunona z Kwerfurtu do króla Henryka II) oraz inne utwory hagiograficzne poświęcone św. Wojciechowi: Żywot pierwszy św. Wojciecha (przełom X i XI w.), Pasja św. Wojciecha męczennika (XI w.) i sekwencja Hac festa die (przełom XI i XII w.). Teksty te zwykle pisane były przez cudzoziemców, którzy dostosowali je do wzorców religijnego żywotopisarstwa, akcentując ówczesne ideały ascezy, pokory i wiary. Kontynuatorem tego typu literatury był w XIII wieku Polak Wincenty z Kielc, autor dwóch poetyckich żywotów św. Stanisława (Vita minor i Vita maior).
Inną grupę wczesnych utworów łacińskich stanowią epigrafy, czyli krótkie napisy ryte na płytach nagrobnych czy świątyniach. Z początku XI w. pochodzi epigraf Ossa trium poświęcony prawdopodobnie Pięciu Braciom Męczennikom. W XI-XII w. mógł powstać Nagrobek Bolesława Chrobrego (chociaż bywa też datowany dopiero na XIV w.). Znane są też epigrafy z XII w. (na kościołach we Wrocławiu, Bytomiu, Koprzywnicy, Strzelnie, słupie drogowym w Koninie).
Najwybitniejszymi tekstami łacińskimi z tego okresu są kroniki, związane z polską rzeczywistością omawiające polskie dzieje. Autorem pierwszej z nich jest cudzoziemiec Gall Anonim, który w swojej Kronice Polskiej tworzonej za rządów Bolesława Krzywoustego odmalował dzieje Bolesława Krzywoustego i jego piastowskich przodków. Kolejnym kronikarzem był biskup krakowski Wincenty Kadłubek, który pełnił funkcję kanclerza na dworze Kazimierza Sprawiedliwego. Stworzył on Kronikę w czterech księgach, opisującą dzieje polskie od czasów starożytnych. W przeciwieństwie do dzieła Galla Anonima w kronice Kadłubka wiele jest akcentów baśniowych i fantastycznych, szczególnie w księdze pierwszej opisującej m.in. rzekome zwycięstwa Polaków nad Aleksandrem Wielkim i Juliuszem Cezarem, jednak czasy późniejsze są u niego podobnie jak i u Galla Anonima raczej zgodne z rzeczywistością i stanowią doskonałe źródło historyczne. Cennymi źródłami historycznymi są także roczniki powstające w tym okresie (np. Rocznik Świętokrzyski). Oprócz prozy łacińskiej powstaje wtedy także łacińska poezja. Są to utwory epigramatyczne, utwory epickie (np. Poemat o Piotrze Włostowiczu), liryka religijna, oraz wiersze o treści specjalnej (np. poemat lekarski Antipocras dominikanina Mikołaja z Polski).
Jednym z najstarszych utworów napisanym w języku polskim jest Bogurodzica, pierwsze dwie zwrotki powstały prawdopodobnie w połowie XII wieku, pierwszy jej zapis pochodzi z wieku XV. Pełniła ona rolę nieoficjalnego hymnu państwowego, śpiewana była przez rycerstwo polskie m.in. podczas bitwy pod Grunwaldem. W języku polskim pisany były też Kazania świętokrzyskie – zbiór kazań z pierwszej połowy XIII wieku, arcydzieło polskiej prozy tego okresu.

## Literatura w XIV wieku
Pod koniec XIII wieku na ziemiach polskich kształtować się zaczęły początki sztuki gotyckiej. Za panowania Kazimierza Wielkiego nastąpił wielki rozwój gospodarczy, społeczny i cywilizacyjny kraju. W 1364 roku król założył Akademię Krakowską (dzisiejszy Uniwersytet Jagielloński), trzydziesty ósmy z kolei uniwersytet w Europie. Wiek XIV charakteryzuje się też rozwojem szkolnictwa parafialnego. Jednak rozkwit gospodarczy kraju stał się podstawą rozwoju literatury dopiero w następnym stuleciu. Piśmiennictwo tego okresu przedstawia się skromnie, nie było twórców pokroju Galla Anonima czy Wincentego Kadłubka ani utworów na miarę Bogurodzicy czy Kazań Świętokrzyskich.
W XIV wieku nadal dominuje piśmiennictwo łacińskie. Najwybitniejszym jego przedstawicielem był Janko z Czarnkowa podkanclerzy Kazimierza Wielkiego, autor Kroniki Polskiej, w której oprócz dawnych dziejów Polski opisane były też tematy współczesne, wzbogacone materiałem anegdotycznym i elementami autobiograficznymi. W mniej więcej tym samym czasie powstała Kronika Wielkopolska nieznanego autora, opisująca dzieje władców Polski. Z poezji łacińskiej na uwagę zasługuje utwór świecki Pieśń o wójcie Albercie, pisana pod wpływem dramatycznych wydarzeń tego okresu (bunt wójta Alberta). Nadal powstawało wtedy wiele utworów o tematyce religijnej (m.in. hymn Gaude Mater Polonia).
Piśmiennictwo w języku polskim reprezentują przede wszystkim przekłady Pisma Świętego, modlitw i innych tekstów kościelnych (np. przekład psalmów Psałterz floriański). W końcu XIV wieku powstał też zbiór kazań (Kazania gnieźnieńskie) wzorowany na pismach łacińskich z tego okresu.

## Literatura w XV wieku

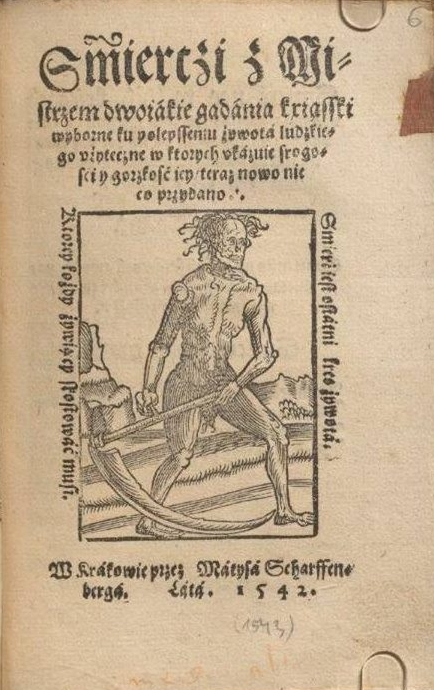
Karta tytułowa dzieła Śmierci z Mistrzem dwojakie gadania... (zawierającego Rozmowę Mistrza Polikarpa ze Śmiercią) wersja drukowana z 1541 r.

Wiek XV to okres rozkwitu literatury średniowiecznej, a zarazem pojawiania się nowych renesansowych pierwiastków, więc okres współistnienia i ścierania się różnych tendencji ideowych, światopoglądowych i artystycznych. Na sam początek tego okresu (rok 1400) przypada reforma Akademii Krakowskiej, która stała się dzięki niej uczelnią o europejskim poziomie. Z jej działalnością wiązały się nazwiska wybitnych profesorów i wykładowców, takich jak Paweł Włodkowic, Jakub z Paradyża, Stanisław ze Skarbimierza, Paweł z Worczyna, Wojciech z Brudzewa czy Jan z Ludziska – pierwszy polski humanista. Dzięki tej uczelni podniósł się poziom kulturalny, wzrosła liczba szkół i ich poziom.
Piśmiennictwo polskie podobnie jak w wiekach poprzednich miało charakter łaciński i polski, ale zmienił się stan posiadania literatury pisanej w języku narodowym na jej korzyść. Wzrosła liczba utworów oraz nastąpiło ich zróżnicowanie w treści. Wiek XV przyniósł upowszechnienie kultury i pisma, czemu sprzyjał rozwój sztuki drukarskiej, który rozpoczął się w latach siedemdziesiątych. Twórcami i odbiorcami nie byli już tylko duchowni.
W poezji pisanej w języku polskim nadal rozwijała się poezja religijno-kościelna kontynuująca motywy wczesnego średniowiecza. Przede wszystkim były to wiersze dydaktyczno-religijne, takie jak Rozmowa Mistrza Polikarpa ze Śmiercią czy Skarga umierającego. Powstawały wtedy bardzo liczne pieśni maryjne, przede wszystkim najpiękniejszy średniowieczny utwór polski Żale Matki Boskiej pod krzyżem, jak również pieśni wielkanocne, pieśni postne, pieśni pasyjne (m.in. Żołtarz Jezusów Władysława z Gielniowa), kolędy oraz legendy o świętych. Z tych ostatnich najwybitniejsza jest Legenda o świętym Aleksym.
Oprócz poezji o tematyce religijnej wzrosły w tym okresie liczba i poziom utworów o tematyce świeckiej. Motywy świeckie pojawiają się wraz z religijnymi w takich utworach jak wspomniana wyżej Rozmowa Mistrza Polikarpa ze Śmiercią czy Pieśni Sandomierzanina. Żywy był też nurt poezji epickiej opiewający ważne wydarzenia i postacie historyczne (np. Pieśń o zabiciu Andrzeja Tęczyńskiego nieznanego autora czy Pieśń o Wiklefie Jędrzeja Gałki z Dobczyna). Poezję świecką interesowały też tematy obyczajowe (m.in. O zachowaniu się przy stole Przecława Słoty). Do nurtu poezji obyczajowej należy też pierwsza polska satyra – Satyra na leniwych chłopów.
Z obfitej poezji polskiej pisanej w języku łacińskim, zachowało się około 80 utworów. Najwybitniejszymi twórcami tego typu poezji byli m.in. Adam Świnka, autor epitafium na śmierć Zawiszy Czarnego, oraz Stanisław Ciołek, autor paszkwilów, panegiryków oraz interesującego wiersza Pochwała Krakowa (Laus Cracoviae). Z anonimowej twórczości łacińskiej zwracają uwagę zręcznie napisane wiersze miłosne, m.in. List żaka do panny (Epistola ad dominicellam).
W XV wieku powstawały też wybitne dzieła prozatorskie, zarówno pisane w języku polskim, jak i łacińskim. Najwybitniejszym dziełem pisanym po polsku był apokryf Rozmyślanie przemyskie, czyli Żywot najświętszej rodziny. Powstały też wtedy wybitne przekłady Pisma Świętego (m.in. Biblia królowej Zofii i Psałterz puławski. Najwybitniejszym jednak prozaikiem tego okresu był piszący po łacinie Jan Długosz, autor dzieła Roczniki czyli kroniki sławnego Królestwa Polskiego, najwybitniejszej polskiej kroniki.
Pod koniec XV wieku pojawiają się pisarze i uczeni, których twórczości znamionują początek epoki renesansu, tacy jak Grzegorz z Sanoka, Filip Kallimach (z pochodzenia Włoch), Konrad Celtis (z pochodzenia Niemiec) oraz Jan Ostroróg – autor dzieła Memoriał o uporządkowaniu Rzeczypospolitej (Monumentum de rei publicae ordinationemz).
Z pisarzy przełomu XV i XVI wieku warto wymienić też Jana z Szamotuł i Mikołaja z Wilkowiecka, autora pierwszego polskiego dramatu Historyja o chwalebnym Zmartwychwstaniu Pańskim, który choć napisany został w epoce renesansu, to jednak duchem tkwi w tradycji średniowiecznej.

## Znane postacie okresu średniowiecza, twórcy, pisarze i poeci
Z okresu od X w. do 1. połowy XVI w. znanych jest, czasami tylko z imienia, około 150 osób tworzących literaturę. Do końca XIV w. są to wyłącznie autorzy piszący po łacinie, informacje o twórcach piszących po polsku dotyczą dopiero XV w. Autorstwo wcześniejszych utworów w języku polskim nie jest znane.
Liczba udokumentowanych twórców w poszczególnych okresach polskiego średniowiecza:
- X–XI w. – 5 (w tym 4 obcego pochodzenia)
- XII w. – 5? (w tym 2? obcego pochodzenia)
- XIII w. – 12
- XIV w. – 17
- XV w. – 75 (w tym 15 piszących po polsku)
- 1. połowa XVI w. – 35 (w tym 15 piszących po polsku)[11]

Ważniejsze postacie polskiego średniowiecza:
- Bruno z Kwerfurtu – X-XI w., autor utworów hagiograficznych
- Gertruda Mieszkówna – XI w., autorka modlitw zawartych w Kodeksie Gertrudy
- Gall Anonim – XII w., kronikarz
- Maurus – XII w., nieznany bliżej autor (różny od biskupa krakowskiego o tym samym imieniu), autor tzw. Carmen Mauri, poematu o Piotrze Włostowicu
- Wincenty Kadłubek – XIII w., pierwszy kronikarz-Polak
- Wincenty z Kielczy – XIII w., poeta, autor hymnu Gaude Mater Polonia
- Mikołaj z Polski – XIII w., autor traktatu Antipocras
- Jan Łodzia – XIV w., poeta
- Janko z Czarnkowa – XIV w., kronikarz
- Adam Świnka – poeta
- Przecław Słota – XIV/XV w.
- Jan Długosz – XV w., kronikarz, historyk
- Stanisław z Szadka – XV w., dziekan Akademii Krakowskiej
- Jan z Szadka – XV w., dziekan Akademii Krakowskiej
- Andrzej Gałka – XV w., zwolennik poglądów Jana Husa, autor Pieśni o Wiklefie i traktatów
- Jan Łaski – XV/XVI, arcybiskup gnieźnieński i prymas Polski
- Erazm Ciołek – XV/XVI, mecenas sztuki, dyplomata
- Władysław z Gielniowa – XV/XVI, autor pieśni religijnych w języku polskim, błogosławiony Kościoła katolickiego
- Klemens z Piotrkowa – XV/XVI, prawnik, uczony

## Niepełna lista pism i ksiąg polskiego piśmiennictwa średniowiecznego (w porządku chronologicznym)

### Kroniki
- Kronika Galla Anonima (1112-1116) – pierwsza kronika dotycząca historii Polski, po łacinie
- Kronika Wincentego Kadłubka (XIII w.) – pisana kunsztowną łaciną, bardzo bogate słownictwo
- Kronika Dzierzwy (pocz. XIV w.) – kompilacja kilku wcześniejszych źródeł
- Kronika Wielkopolska (XIV w.) – autor nieznany
- Kronika polsko-śląska (XIV w.) – skrót Kroniki Wincentego Kadłubka, rozszerzonej o epizody z dziejów Śląska
- Kronika książąt polskich (1382-1386) – prawdopodobnie autorstwa Piotra z Byczyny
- Wielka kronika (2 poł. XIV w.) – kolekcja źródeł zebranych prawdopodobnie przez Janka z Czarnkowa
- Kronika Janka z Czarnkowa (koniec XIV w.) – pisana po łacinie, pierwszy pamiętnik w literaturze polskiej
- Kronika konfliktu (1410/1411) – opis wielkiej wojny z zakonem krzyżackim
- Dzieje Polski (Historiae Poloniae) (1455-1480) – autor: Jan Długosz

### Wiersze, pieśni i inne utwory poetyckie
- Bogurodzica – najstarszy znany tekst poetycki w języku polskim, powstał między XI a XIII wiekiem
- Carmen Mauri (XII w.) – poemat o Piotrze Włostowicu, pisany po łacinie, autor Maurus (bliżej nieokreślony)
- Krystus z martwych wstał je – najstarszy znany zapis tekstu poetyckiego po polsku z 1365
- O zachowaniu się przy stole (1415) – wiersz obyczajowo-dydaktyczny, najstarszy znany utwór świecki w języku polskim
- Breve regnum (XV w.) – pieśń pisana po łacinie
- Legenda o świętym Aleksym (XV w.) – utwór hagiograficzny, pisany po polsku
- Satyra na leniwych chłopów (II poł. XV w.)
- Pieśń o zabiciu Andrzeja Tęczyńskiego (XV w.) – pisana po polsku
- Pieśń o Wiklefie – Andrzeja Gałki z Dobczyna, pisana po polsku
- Rozmowa mistrza Polikarpa ze Śmiercią (ok. 1463) – poezja w języku polskim
- Lament świętokrzyski (1470) – pieśń religijna w języku polskim

### Inne pisma z tego okresu
- Bulla gnieźnieńska (1136) – zawiera 410 polskich wyrazów
- Księga henrykowska (1270) – zawiera ona pierwsze polskie zdanie „Daj, ać ja pobruszę, a ty poczywaj” (Daj (pozwól), ja teraz popracuję, a ty odpocznij)
- Brewiarz czerwiński (I poł. XIV w.)
- Kazania świętokrzyskie (XIV w.) – najstarszy zabytek prozy w języku polskim
- Psałterz floriański (koniec XIV w.) – zawiera teksty w językach polskim, niemieckim i po łacinie
- Biblia królowej Zofii (1453-1455, Biblia szaroszpatacka) – najstarsze tłumaczenie Starego Testamentu na język polski
- Statuta synodalia episcoporum Wratislaviensium (1475 r.) – drukowana książka zawierające teksty modlitw po polsku
- Psałterz puławski (XV/XVI w.) – proza
- Kodeks Baltazara Behema (1505)
- Graduał Jana Olbrachta (1506) – kodeks muzyczny
- Raj duszny (napisał Biernat z Lublina, wydał Florian Ungler, 1513) – pierwsza dochowana we fragmentach całkowicie polska książka drukowana
- Mszał Erazma Ciołka (1513-1518)
- Statuty Łaskiego (1505) – pierwsza kodyfikacja prawa polskiego